# 平和村 (千葉県)
平和村（へいわむら）は、千葉県匝瑳郡にかつて存在した村である。

## 地理
- 現在の匝瑳市、旧八日市場市の東部に位置する。
- 村のほとんどは平地である。

## 歴史

### 沿革
- 1889年（明治22年）4月1日 - 町村制施行に伴い、平木村・東谷村・上谷中村・荻野村・川向村が合併し、匝瑳郡平和村が発足。
- 1954年（昭和29年）
  - 3月31日 - 平和村は八日市場町・椿海村・匝瑳村・豊栄村・須賀村・共興村・吉田村・飯高村・豊和村とともに合併して八日市場町が発足。平和村は消滅。

変遷表
| 1868年 以前 | 1868年 以前 | 明治22年 4月1日 | 昭和29年   | 昭和29年 | 平成18年 1月23日 | 現在   |
| 1868年 以前 | 1868年 以前 | 明治22年 4月1日 | 3月31日    | 7月1日   | 平成18年 1月23日 | 現在   |
| ----------- | ----------- | --------------- | ---------- | -------- | ---------------- | ------ |
|             | 川向村      | 平和村          | 八日市場町 | 市制     | 匝瑳市           | 匝瑳市 |
|             | 平木村      | 平和村          | 八日市場町 | 市制     | 匝瑳市           | 匝瑳市 |
|             | 東谷村      | 平和村          | 八日市場町 | 市制     | 匝瑳市           | 匝瑳市 |
|             | 上谷中村    | 平和村          | 八日市場町 | 市制     | 匝瑳市           | 匝瑳市 |
|             | 荻野村      | 平和村          | 八日市場町 | 市制     | 匝瑳市           | 匝瑳市 |

## 人口・世帯

### 人口
総数 [単位： 人]
| 1891年（明治24年） | 2,048 |
| 1920年（大正 9年） | 2,214 |
| 1954年（昭和29年） | 3,221 |

### 世帯
総数 [単位： 世帯]
| 1920年（大正 9年） | 403 |
| 1950年（昭和25年） | 576 |

## 交通

### 道路
- 二級国道
  - 国道126号